# Taťjana Medvecká
Taťjana Medvecká (ur. 10 listopada 1953 w Pradze) – czeska aktorka.
Zagrała w filmie Operace Silver A (reż. Jiří Strach) z 2007 roku.
Pracuje także w dubbingu i radiu. W 1997 roku otrzymała nagrodę Františka Filipovskiego, honorującą osoby zasłużone dla czeskiego dubbingu.
Jest żoną scenarzysty i dramaturga Jiříego Dufka.